# 2020 у коміксах
Нижче представлений огляд подій, що відбудуться у 2020 році у комікс-тематиці, у тому числі хронологія випуску українських коміксів та фестивалі.

## Події

### Фестивалі
| Дата         | Подія                          | Розташування  | Аудиторія | Дж |
| ------------ | ------------------------------ | ------------- | --------- | -- |
| Н/Д          | Київський Фестиваль Коміксів 3 | Київ, Україна | Н/Д       |    |
| 16-17 травня | Kyiv Comic Con 2020            | Київ, Україна | Н/Д       |    |
| вересень     | Comic Con Ukraine 2020         | Київ, Україна | Н/Д       |    |

## Комікси

### Поквартальний календар
Нижче наведені таблиці коміксах відсортованих відносно дати випуску у друк в Україні.
Відомості взяті з таких джерел:
- Сайти вітчизняних видавництв: Ірбіс Комікси [Архівовано 16 вересня 2015 у Wayback Machine.], Рідна мова [Архівовано 24 грудня 2018 у Wayback Machine.], Fireclaw [Архівовано 31 березня 2019 у Wayback Machine.], Molfar Comics [Архівовано 26 лютого 2019 у Wayback Machine.], Північні Вогні [Архівовано 13 жовтня 2018 у Wayback Machine.], Вовкулака [Архівовано 25 грудня 2018 у Wayback Machine.]
- Сайти комікс-магазинів: Ideo-Grafika [Архівовано 18 січня 2022 у Wayback Machine.], Cosmic Shop [Архівовано 15 серпня 2019 у Wayback Machine.], Loot [Архівовано 16 грудня 2021 у Wayback Machine.], Comics Room [Архівовано 30 березня 2019 у Wayback Machine.], Geek-Point [Архівовано 5 вересня 2018 у Wayback Machine.] і т.п.